# Weststadt (Karlsruhe)

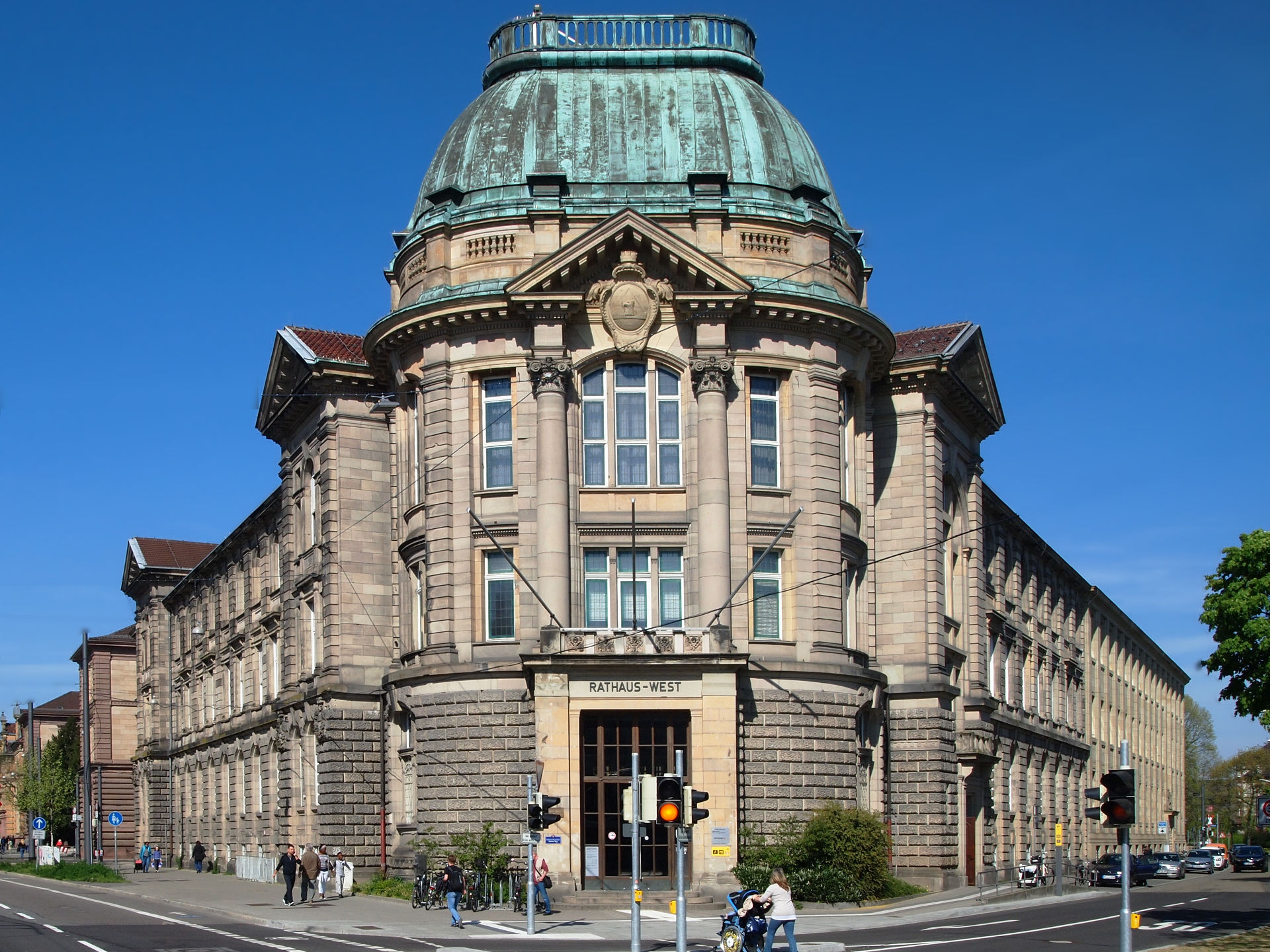
Rathaus-West

Die Karlsruher Weststadt ist ein Stadtteil von Karlsruhe. Sie liegt zwischen der Innenstadt und dem älteren Stadtteil Mühlburg, beidseits der Kaiserallee.

## Gebiet
Der Bereich südlich der Kaiserallee war ein gründerzeitliches Industriegebiet, hier befanden sich das erste Gaswerk und die Bierkeller der Karlsruher Brauereien, die dann auch ihre zunehmend industriellen Produktionsstätten hierher verlegten. Die danach dazugekommene dichte Wohnbebauung im Jugendstil prägte nach dem Wegzug der Industrie bis heute dieses Gebiet.
Auf dem Gelände des heutigen Gutenbergplatzes befand sich zunächst bis 1829 eine Hinrichtungsstätte, danach von 1867 bis 1898 ein Schießplatz für das Militär.
Der nördliche Teil war von Anfang an Behörden- und Villenviertel und ist es bis heute geblieben. Den markanten Beginn am Mühlburger-Tor-Platz bildet das Rathaus West, weiterhin folgen u. a. das Generallandesarchiv Karlsruhe,  das Oberlandesgericht, die Justizvollzugsanstalt (von Josef Durm 1897 mit Rücksicht auf die Umgebung nach Art eines italienischen Palazzo gestaltet) und die Staatliche Akademie der Bildenden Künste Karlsruhe.
Der Nordteil wird von der Hildapromenade durchzogen, der Trasse der ursprünglichen Maxaubahn, nach deren Verlegung als Grünanlage genutzt, benannt nach der letzten Großherzogin Hilda von Nassau.
Die Hardtwaldsiedlung aus den 1920er Jahren wurde 1995 an die Nordstadt abgegeben.
Das Wappen zeigt den Krautkopfbrunnen auf dem Gutenbergplatz, auf dem dreimal in der Woche ein Wochenmarkt stattfindet.

## Kultur
Im alten Gaswerk, das heute Fabriktheater heißt, befinden sich das Sandkorn-Theater, das Figurentheater marotte und das Jakobus-Theater.

## Schulen
Das Helmholtz-Gymnasium liegt an der Kaiserallee. Direkt am Gutenbergplatz gelegen sind das Lessing-Gymnasium und die Gutenbergschule (Grund- und Werkrealschule).

## Kirchen
- Altkatholische Kirche Christi Auferstehung, 1897 von Carl Schäfer
- Evangelische Christuskirche, 1900 von Curjel & Moser
- Römisch-katholische Kirche St. Bonifatius, 1908 von Johannes Schroth
- Evangelische Markuskirche, 1935 von Otto Bartning
- Evangelische Lukaskirche, 1964 vom Architekturbüro Rossmann

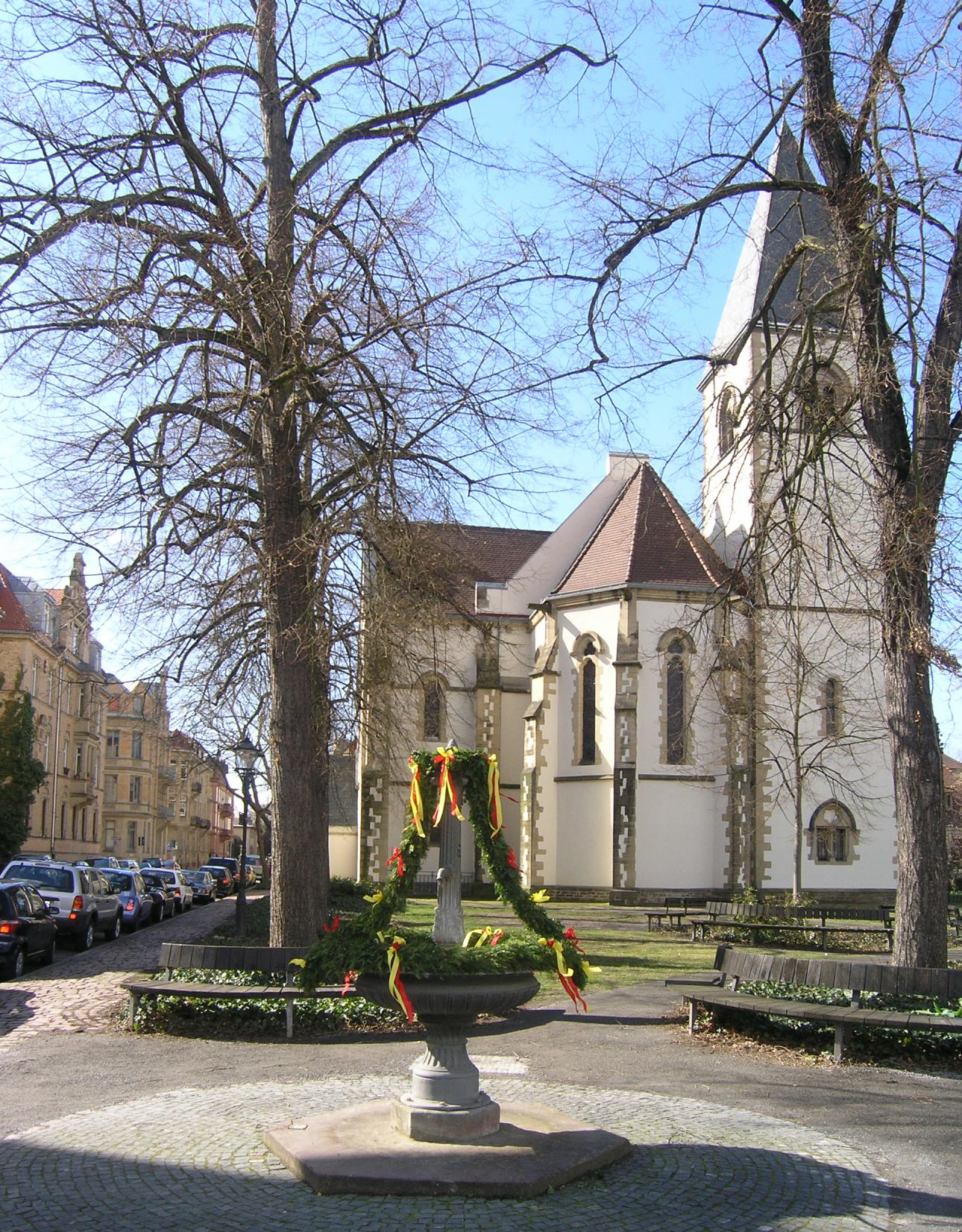
Altkatholische Kirche
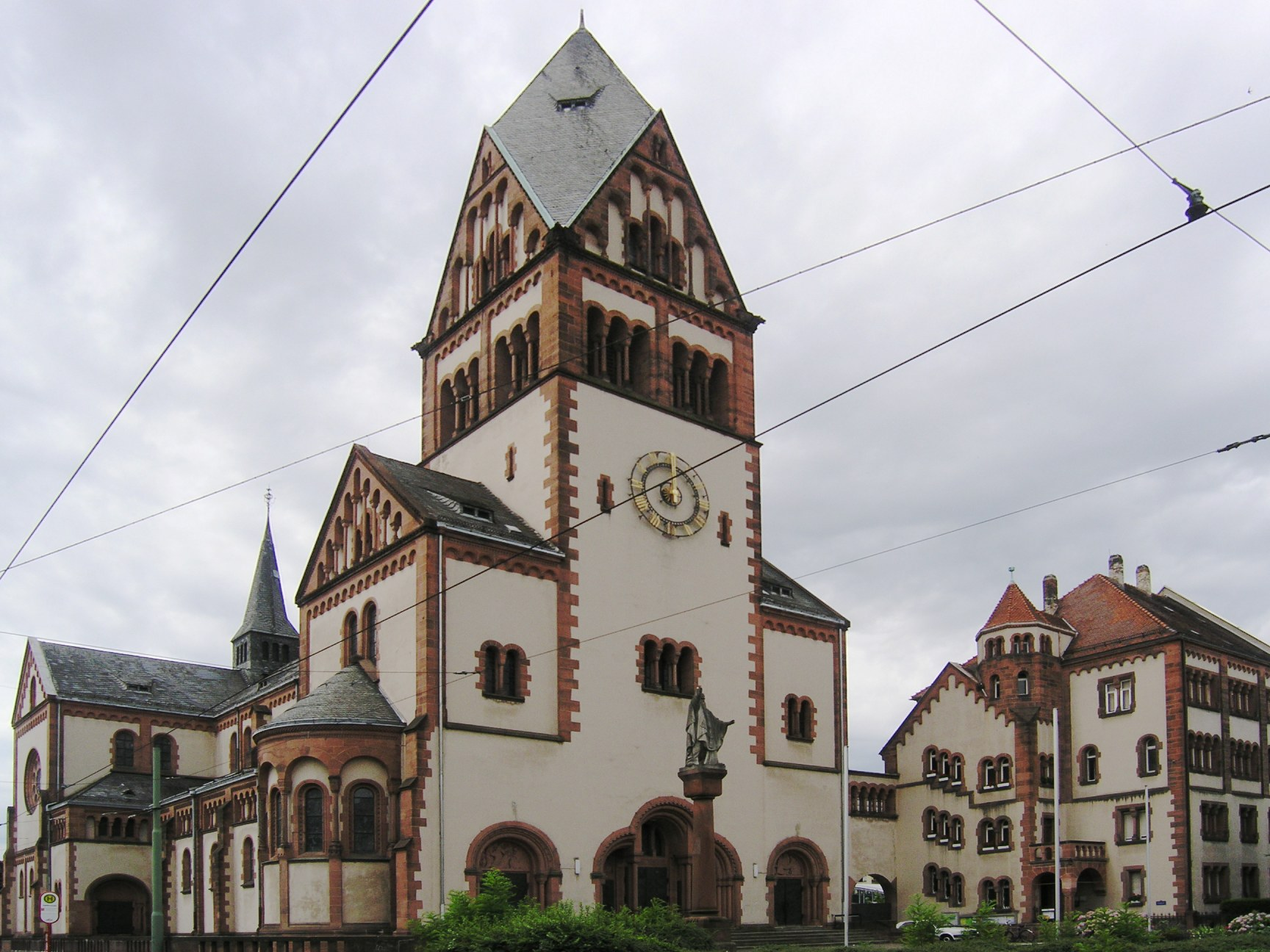
Bonifatius-Kirche
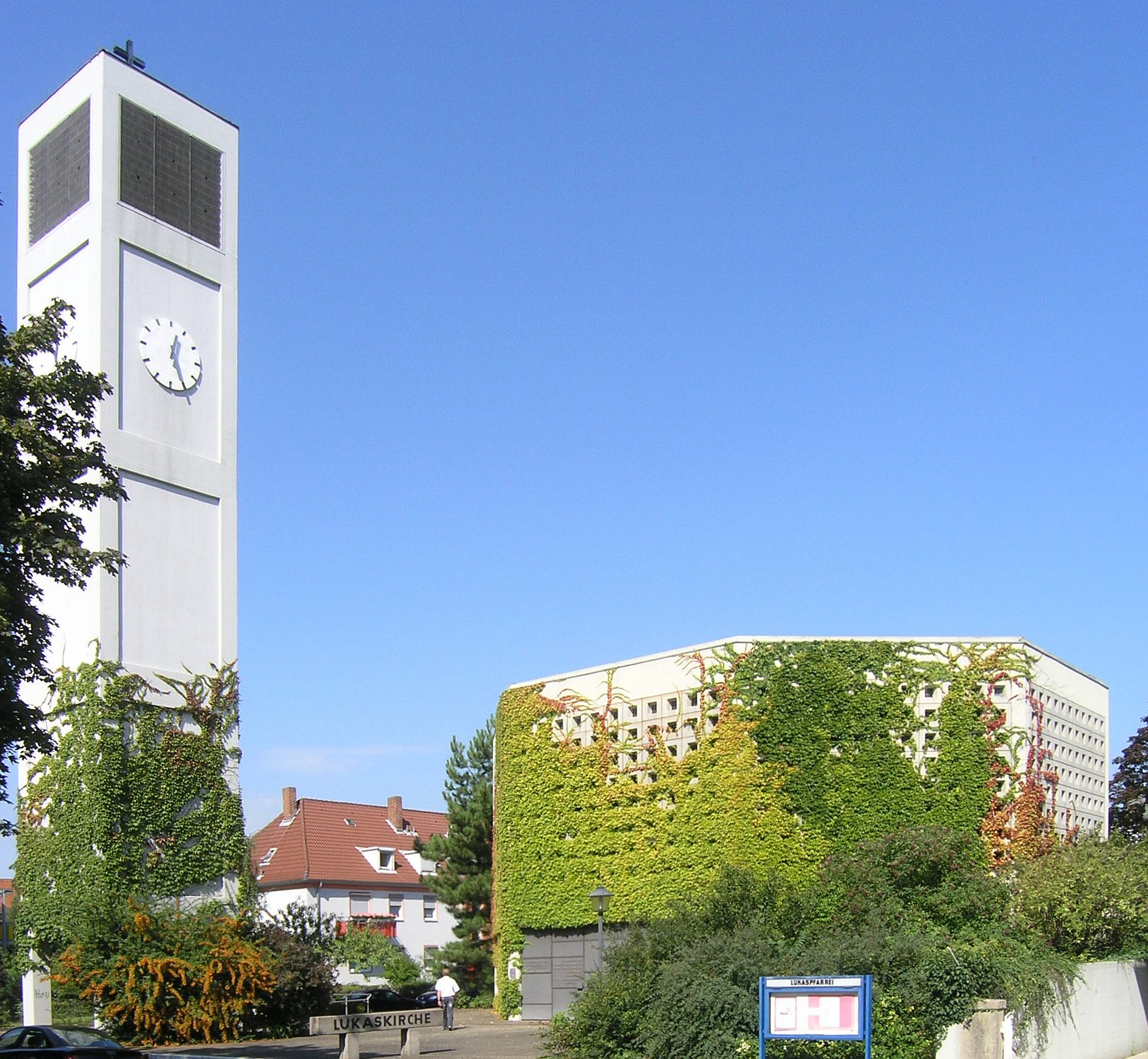
Lukaskirche
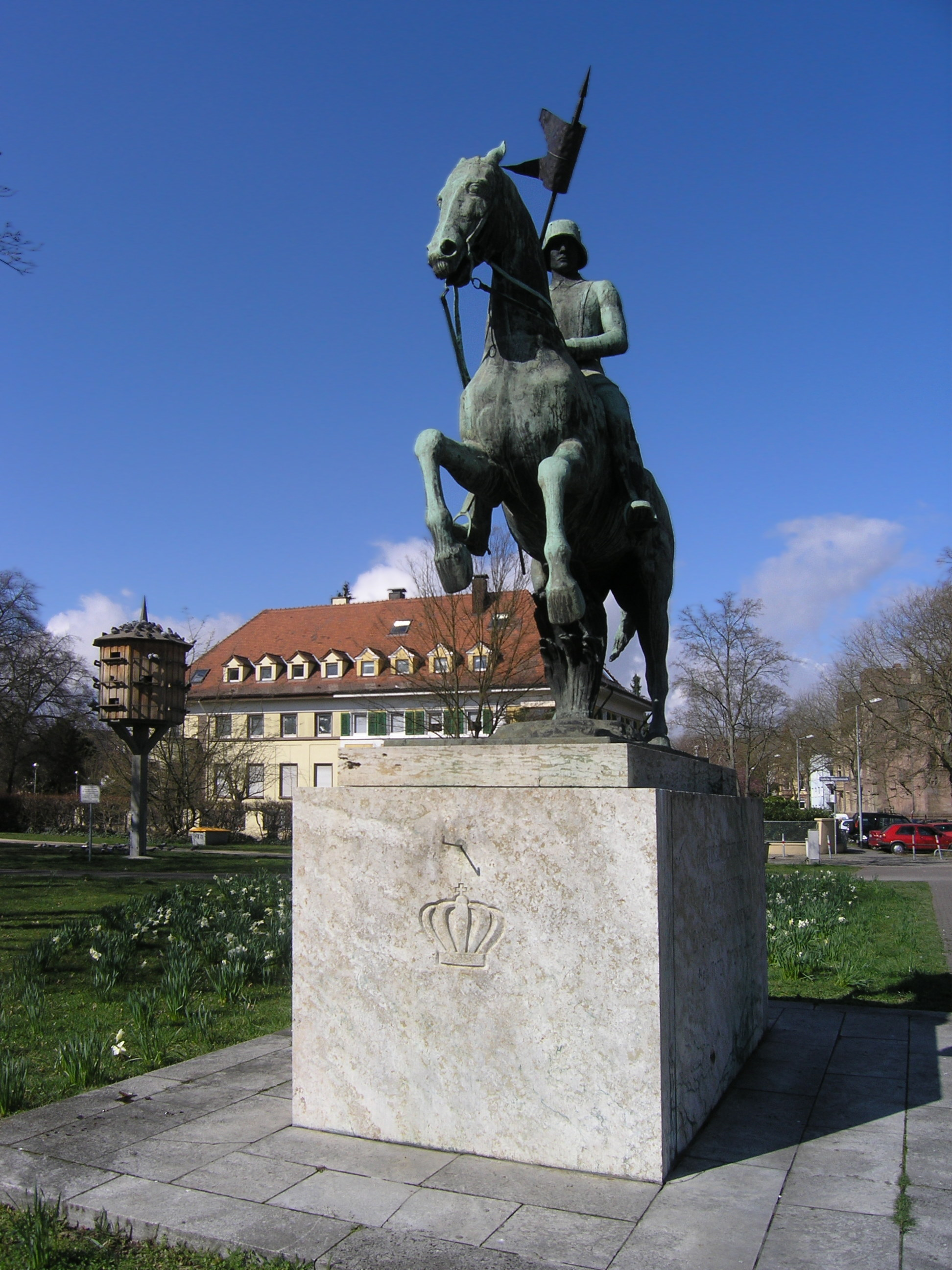
Das Leibdragonerdenkmal am Anfang des Villenviertels
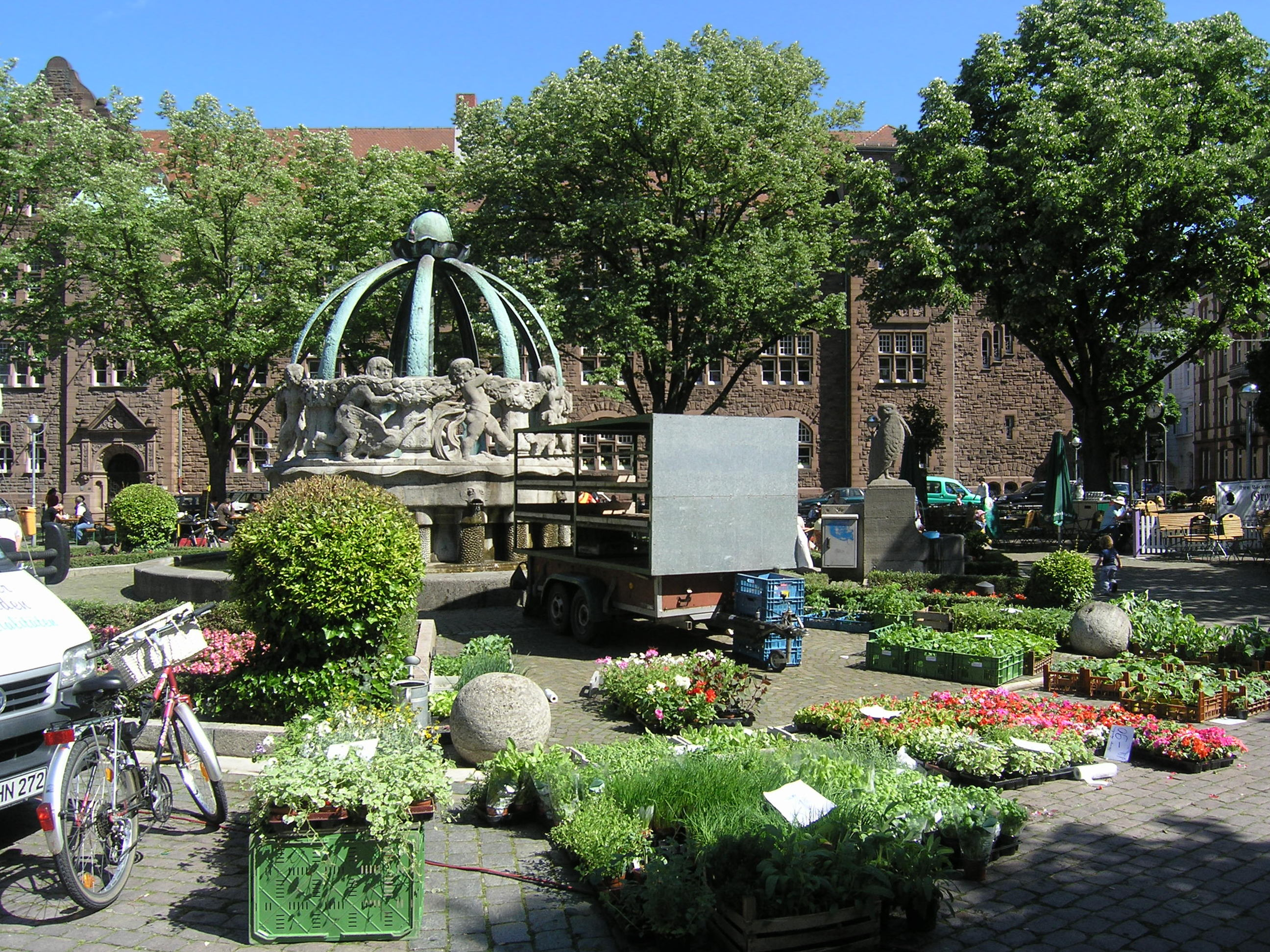
Gutenbergplatz
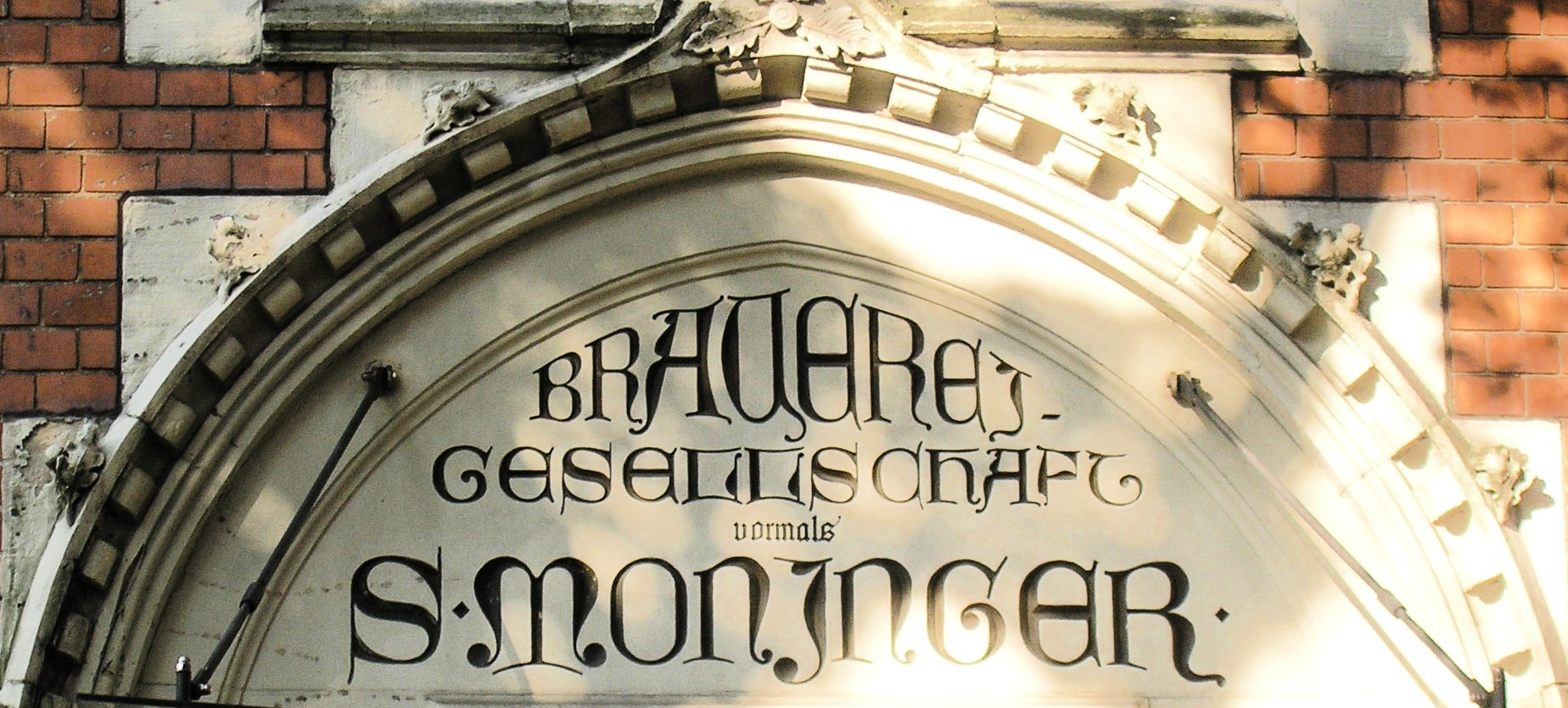
Jugendstil-Inschrift